# Graham McRae
Graham McRae (n. 5 martie 1940, Wellington, Noua Zeelandă – d. 4 august 2021, Auckland, Noua Zeelandă) a fost un pilot de Formula 1. De-a lungul carierei a luat startul în 1 cursă, niciuna din pole-position. Nu a câștigat nicio cursă și nu a terminat niciodată pe podium, acumulând 0 puncte în întreaga activitate ca pilot de Formula 1.